# Jersey Wooly

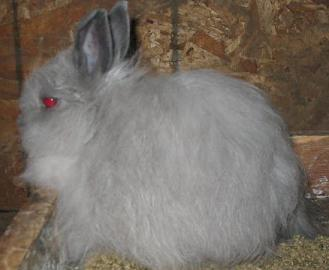

Jersey Wooly är en kaninras från USA. Den väger 1 - 1,5 kg (idealet för rasen är 1,3 kg) och har en lättskött ullpäls. Den är foglig och har ett vänligt temperament. Rasen introducerades år 1984 av Bonnie Seeley från High Bridge, New Jersey. Jersey Wooly blev en egen ras i American Rabbit Breeders Association (ARBA) år 1988. Jersey Wooly är en av de mest utställda kaninraserna på lokala och nationella utställningar i USA. 
Jersey Wooly utvecklades genom att korsa hermelinkanin och fransk angorakanin. Resultatet av denna korsning blev en liten kanin med ullpäls. I början hade Jersey Wooly fortfarande kvar den avlånga kroppsformen från den franska angorakaninen, men dvärggenen gjorde att kroppen blev mindre. Jersey Wooly har en kompakt kropp, med små upprättstående öron som är ungefär 6,3 cm långa. Den maximala längden på öronen till utställningskaniner av rasen är 7,6 cm enligt ARBA:s rasstandard. Jersey Wooly är mycket sällskaplig och lekfull. Dess livslängd kan bero på olika faktorer, såsom genetik och skötsel. En Jersey Wooly som sköts om på rätt sätt kan leva 7 - 10 år eller längre. Jersey Wooly bör borstas regelbundet. Det rekommenderas inte att borsta pälsen med en vass ståltrådsborste, eftersom ståltråden kan skada rasens mycket känsliga hud. 